# Chałupki (powiat raciborski)
Chałupki (niem. Annaberg) – wieś w Polsce, położona w województwie śląskim, w powiecie raciborskim, w gminie Krzyżanowice nad granicą z Czechami. Historycznie na Górnym Śląsku.
W latach 1945–1954 siedziba gminy Chałupki. W latach 1954–1972 wieś należała i była siedzibą władz gromady Chałupki. W latach 1975–1998 miejscowość należała administracyjnie do województwa katowickiego.

## Położenie geograficzne
Chałupki są położone w południowo-wschodniej części gminy Krzyżanowice nad graniczną rzeką Odrą, na terenie równinnym, w Kotlinie Raciborskiej. Rzeką Odrą biegnie granica z Czechami. Chałupki administracyjnie graniczą z Boguminem, Rudyszwałdem, Szylerzowicami oraz Zabełkowem. Wieś leży na skrzyżowaniu szlaków komunikacyjnych z Opola przez Racibórz oraz z Katowic przez Wodzisław Śląski do Ostrawy i dalej na południe do Pragi i Wiednia.

## Integralne części wsi
| SIMC    | Nazwa          | Rodzaj    |
| ------- | -------------- | --------- |
| 0215485 | Stare Chałupki | część wsi |
| 0215491 | Stary Dwór     | część wsi |

## Historia

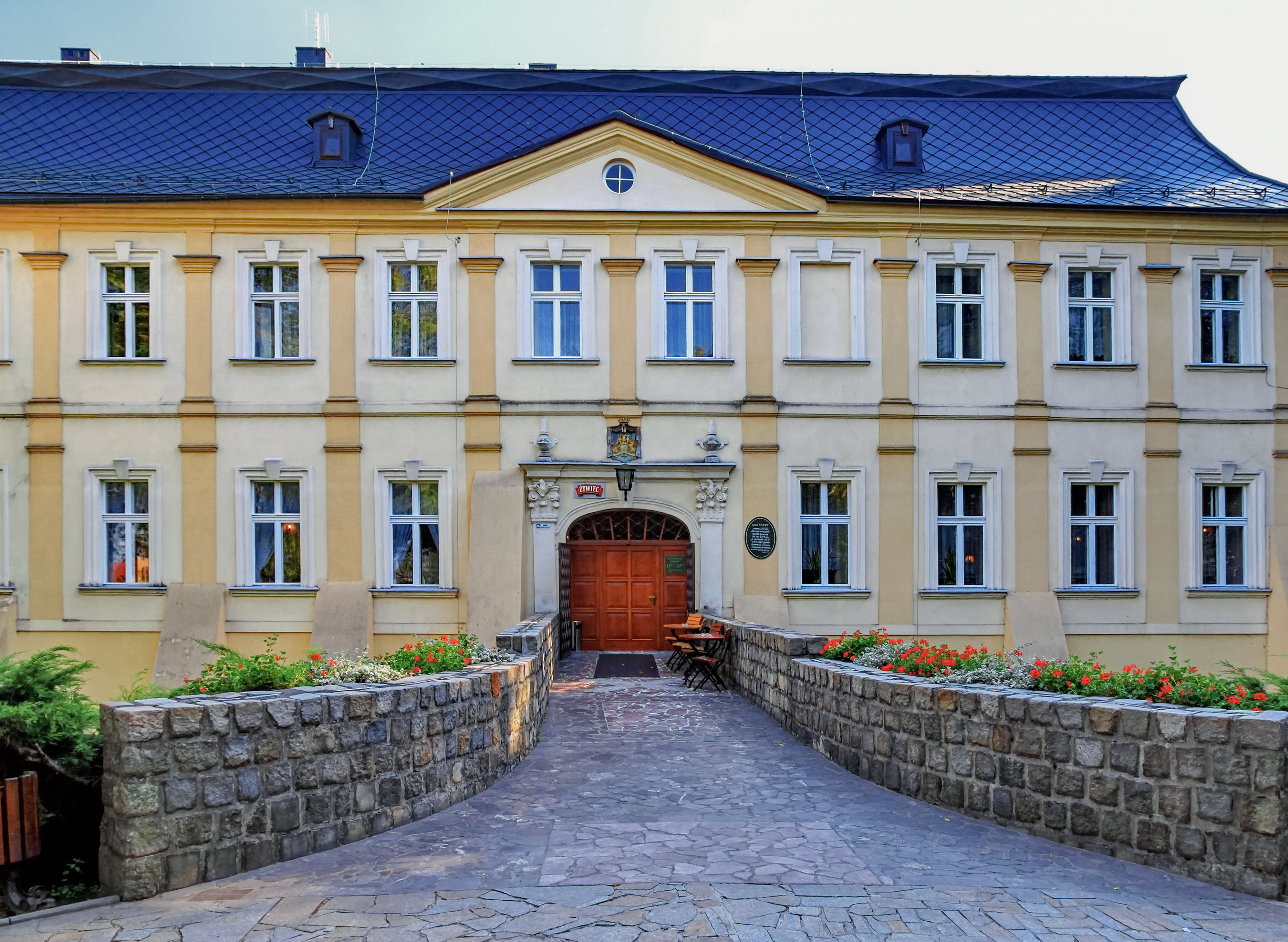
Pałac w Chałupkach

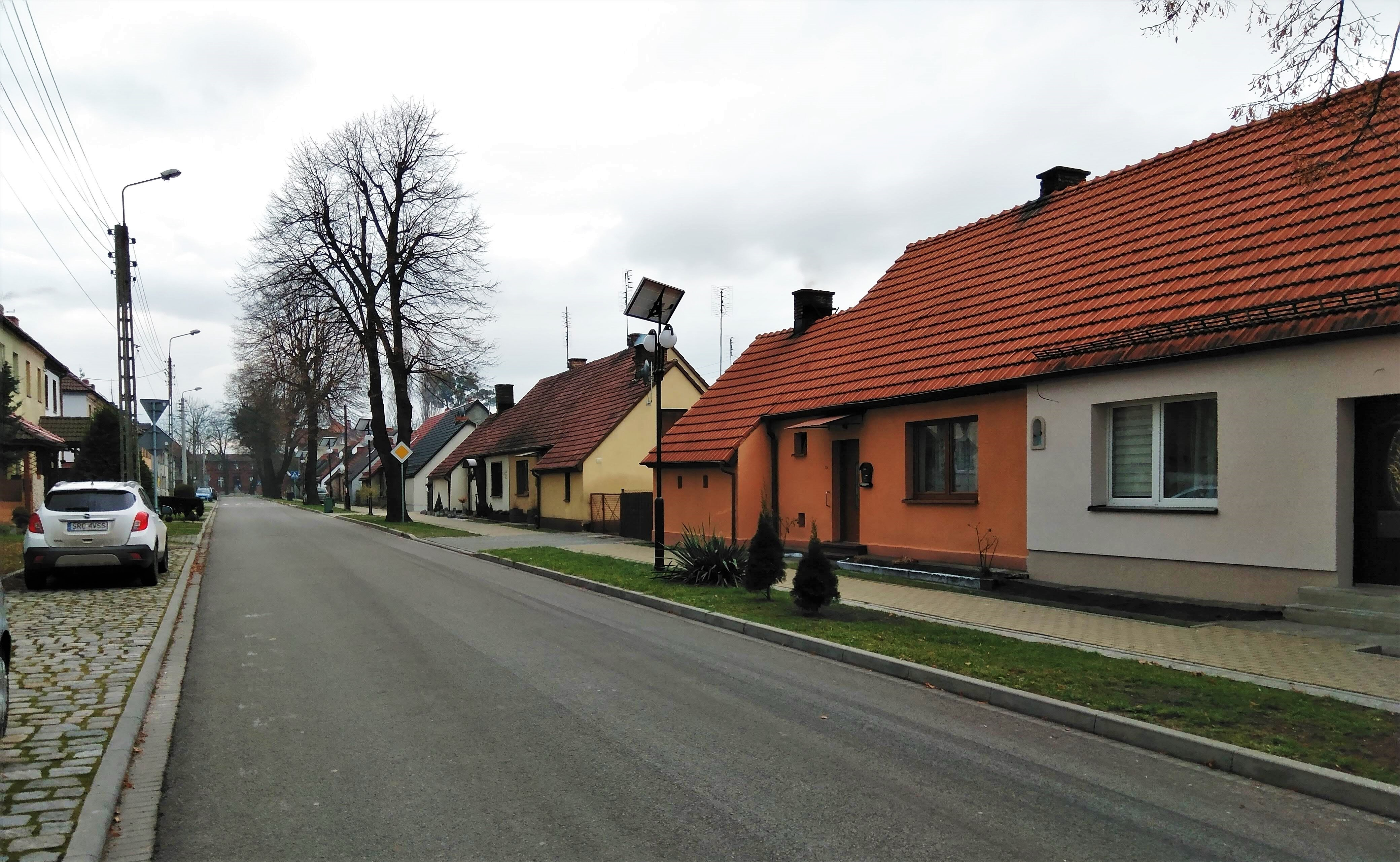
Domki kolejarskie z okresu międzywojennego

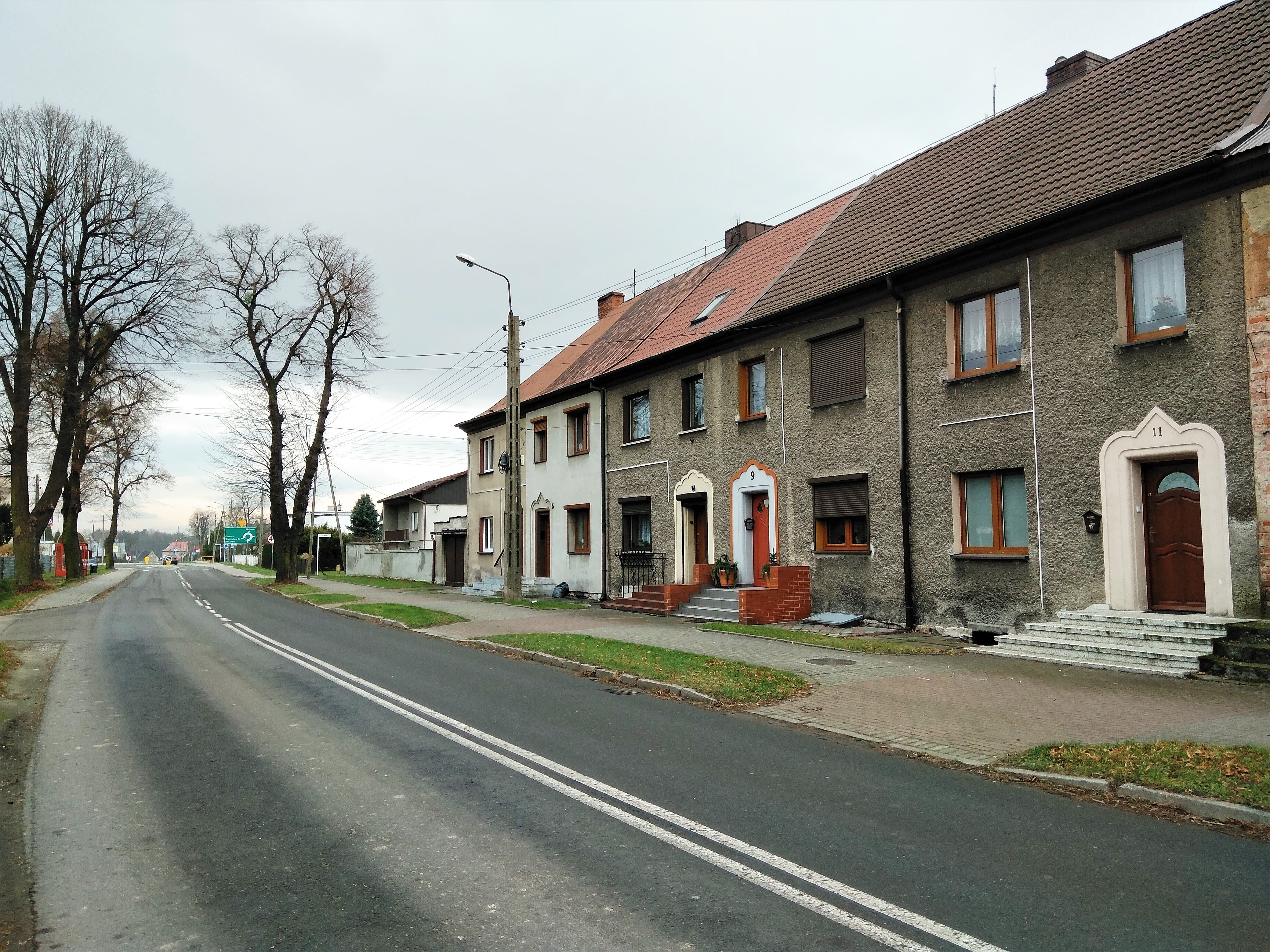
Zabudowa ulicy Długiej

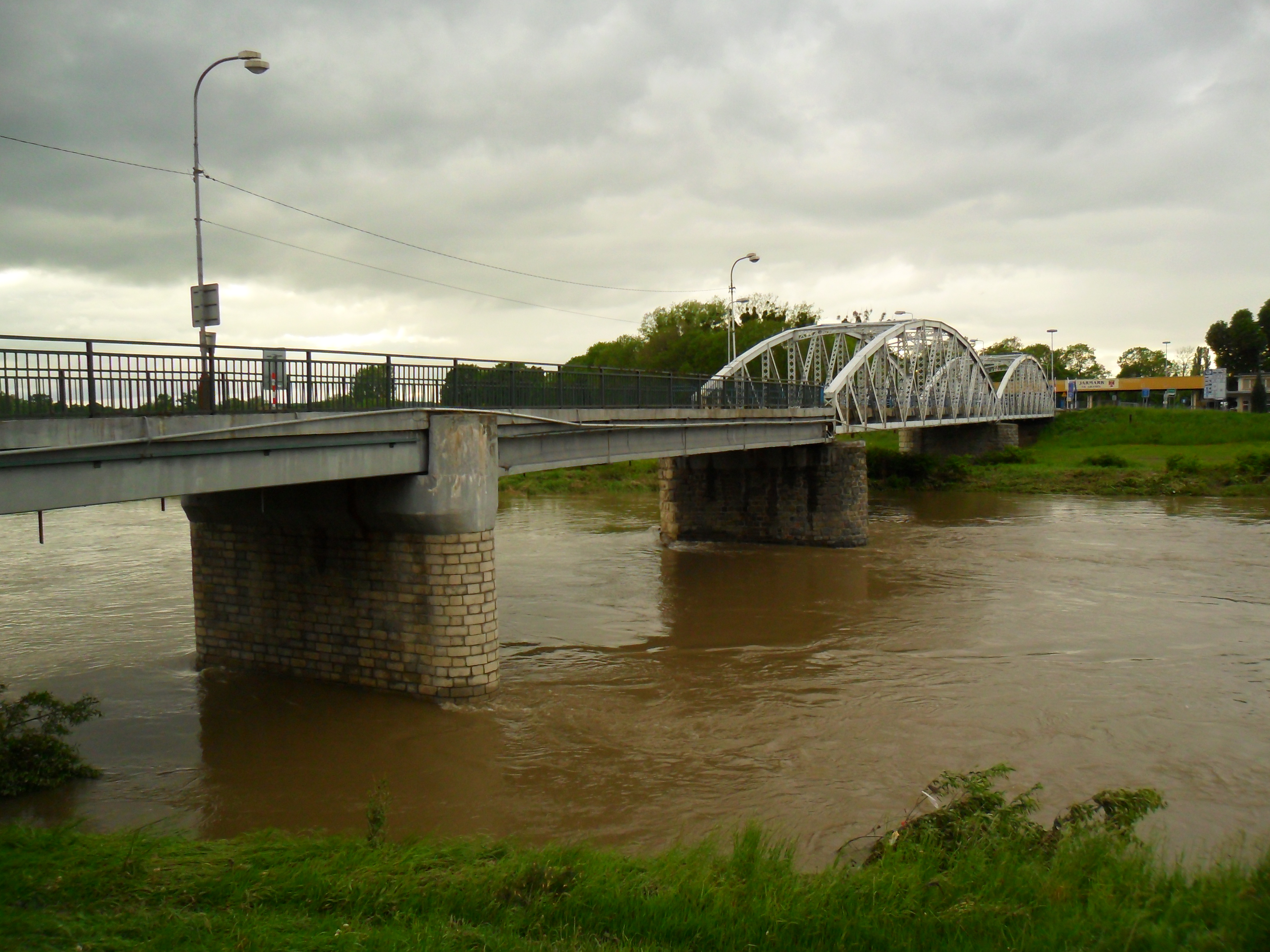
Stary most graniczny

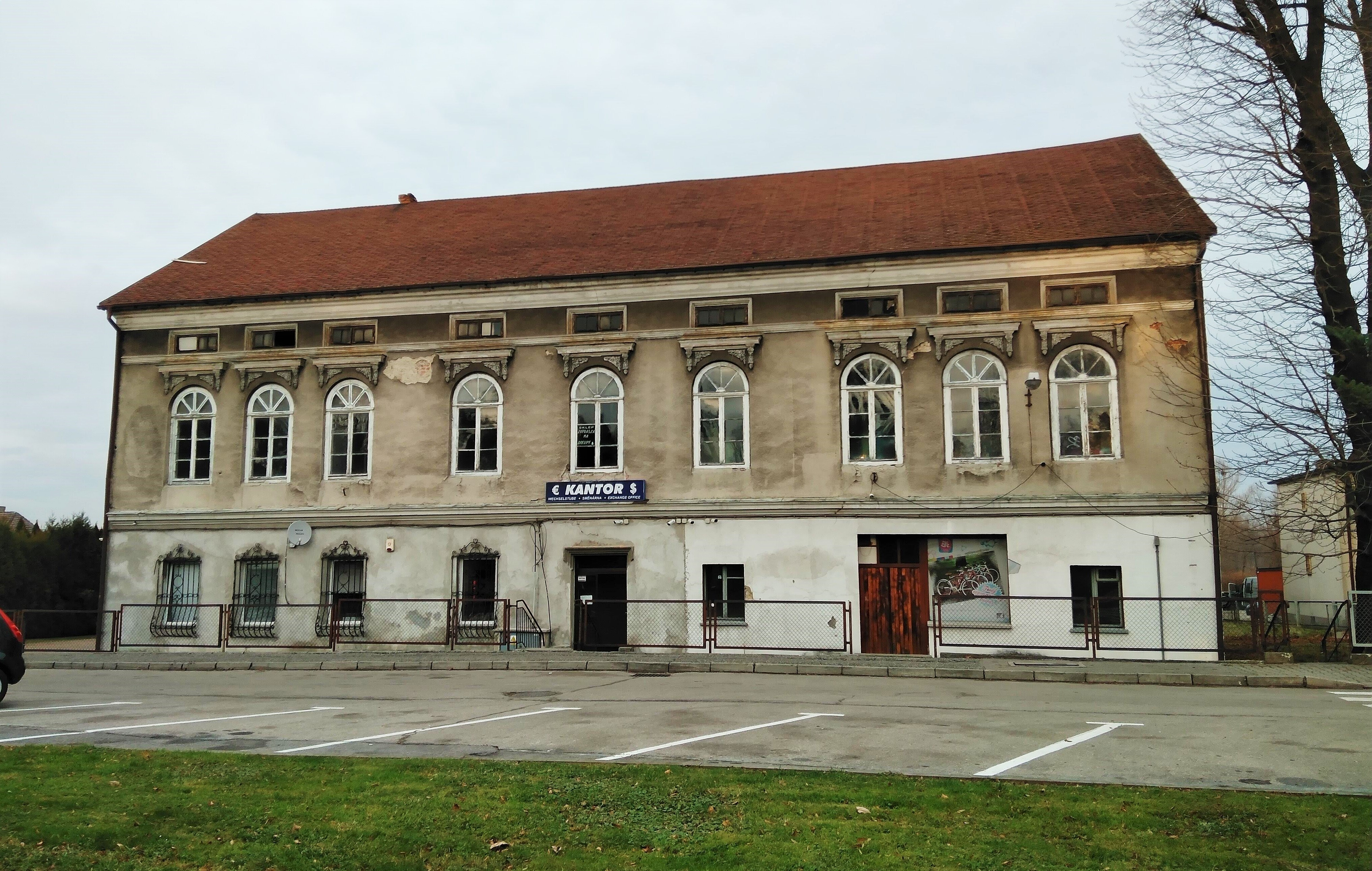
Dawna gospoda przy przejściu granicznym

Wieś położona jest na historycznym szlaku bursztynowym wiodącym przez Bramę Morawską z południa Europy na północ. Historia tej nadgranicznej osady sięga XIV wieku, i jest kontynuacją osadnictwa wokół bogumińskiego zamku. Pierwsze wzmianki o nim pochodzą z 1373 r., kiedy to książę Jan I Opolski ofiarował Bogumin wraz zamkiem rycerzowi Pasko.

Od 1623 r. do 1803 r. właścicielami zamku i leżącego za Odrą miasta Bogumin byli Henckel von Donnersmarckowie. Miejscowość, tzn. zamek i najbliższe otoczenie stanowiło całość z leżącym tuż za Odrą miastem. Po zawarciu w 1742 r. „pokoju wrocławskiego” (kończącego wojnę siedmioletnią), miasto zostało podzielone na część austriacką i pruską.
Najważniejsza przebudowa zamku miała miejsce ok. roku 1682. Dawny zamek przyjął wówczas kształt barokowej rezydencji. Dzisiejszy wygląd zamek przyjął w 1907 roku.
Po wygaśnięciu miejscowej linii Donnersmarcków zamek znajdował się w posiadaniu kilku rodów i był wielokrotnie przebudowywany. Obecny, barokowy kształt przyjął na przełomie XVIII i XIX. W latach 1844–1938 zamek był własnością rodziny Rothschild – znanych w Europie właścicieli banków. W latach 40. zamek wraz z przyległym 250 hektarowym majątkiem uzyskała wdowia wojenna, baronowa von Rotkirch und Panthen. W jej władaniu zamek i majątek znajdowały się do 1945 roku.
Pierwszy znany z kronik drewniany most łączący Chałupki z Boguminem ufundował książę Jan z Weimaru. W 1626 roku most został zerwany. O kolejnym moście, także drewnianym wiadomo tyle, że w 1833 r., z powodu złego stanu został zamknięty, a pięć lat później rozebrany. Budowę kolejnego mostu ukończono w 1899 roku. Oddano go do użytku 4 października 1899 roku, w dzień imienin cesarza Franciszka Józefa. Odtąd (do 1923) most nosił nazwę: „Kaiser Franz Josefs-Jubilaeums-Bruecke”. 19 stycznia 2007 r. oddano do użytku nowy most graniczny (wraz z otwarciem Przejścia granicznego Nowe Chałupki – Bohumín).
W 1852 w Chałupkach wybudowano cukrownię. Po jednej z powodzi, w 1880 roku, w przeciągu 2 lat podniesiono wokół zamku wał przeciwpowodziowy do wysokości 6 m. W 1873 r. właściciel zamku i majątku – Rotschild przekazał bezpłatnie wsi grunty pod budowę szkoły. Ponieważ szkoła miała powstać ze składek mieszkańców, jej budowę rozpoczęto dopiero w 1877 roku, zaś 16 lipca 1878 r. nastąpiło jej otwarcie. Pierwszym nauczycielem został Konrad Philip.
Niezmiernie ważną inwestycją z tego okresu była budowa linii kolejowej z Raciborza do Bohumina (1847–1848) – „Pruska Górnośląska Kolej Księcia Wilhelma” oraz z Chałupek do Wodzisławia (1884–1886). W ten sposób pod koniec XIX wieku Chałupki znalazły się na trasie ważnej kolei łączącej Wiedeń przez Opole i Wrocław z Berlinem. W latach 1936–1945 nosiły nazwę Ruderswald.
Po zakończeniu II wojny światowej spora liczba miejscowej ludności, w większości pochodzenia niemieckiego, opuściła Chałupki. Obecni mieszkańcy Chałupek to w znacznej mierze ludność napływowa, przybyła po zakończeniu II wojny lub w okresie późniejszym – żołnierze Wojsk Ochrony Pogranicza, pracownicy Urzędu Celnego, PKP oraz górnicy. Obecnie wieś zamieszkuje ok. 1700 mieszkańców, zatrudnionych głównie w górnictwie, PKP, Straży Granicznej oraz innych zakładach produkcyjnych usytuowanych w okolicznych miastach (Racibórz, Wodzisław Śląski). W Chałupkach z wyjątkiem drobnych zakładów handlowo-usługowych, brak jest innych zakładów produkcyjnych. Znajduje się tu węzłowa stacja kolejowa, do czasu wprowadzenia postanowień układu z Schengen (21 grudnia 2007) funkcjonowało tu duże przejście graniczne.
Do roku 1945 wieś znajdowała się na terenie Niemiec. Zdobyta 30 kwietnia 1945, wskutek ustaleń międzynarodowych znalazła się w granicach Polski, wtedy też nadano jej obecną nazwę – Chałupki.
W latach 1945–1991 stacjonowała tu strażnica Wojsk Ochrony Pogranicza. 16 maja 1991 roku strażnica została przejęta przez Straż Graniczną i funkcjonowała do 1 stycznia 2003 roku, kiedy została zlikwidowana.

## Transport i komunikacja

### Historia kolei w Chałupkach
Po ustaleniu przez państwo pruskie regulacji prawnych dotyczących warunków tworzenia spółek akcyjnych, których zadaniem była budowa i eksploatacja kolei w 1836 r. utworzono komitet założycielski Towarzystwa Kolei Górnośląskiej, która miała połączyć Wrocław z Mysłowicami przez Ozimek i Tarnowskie Góry, W miarę upływu czasu i po przeprowadzeniu wstępnych badań geologicznych trasa powyższa ulegała modyfikacji.

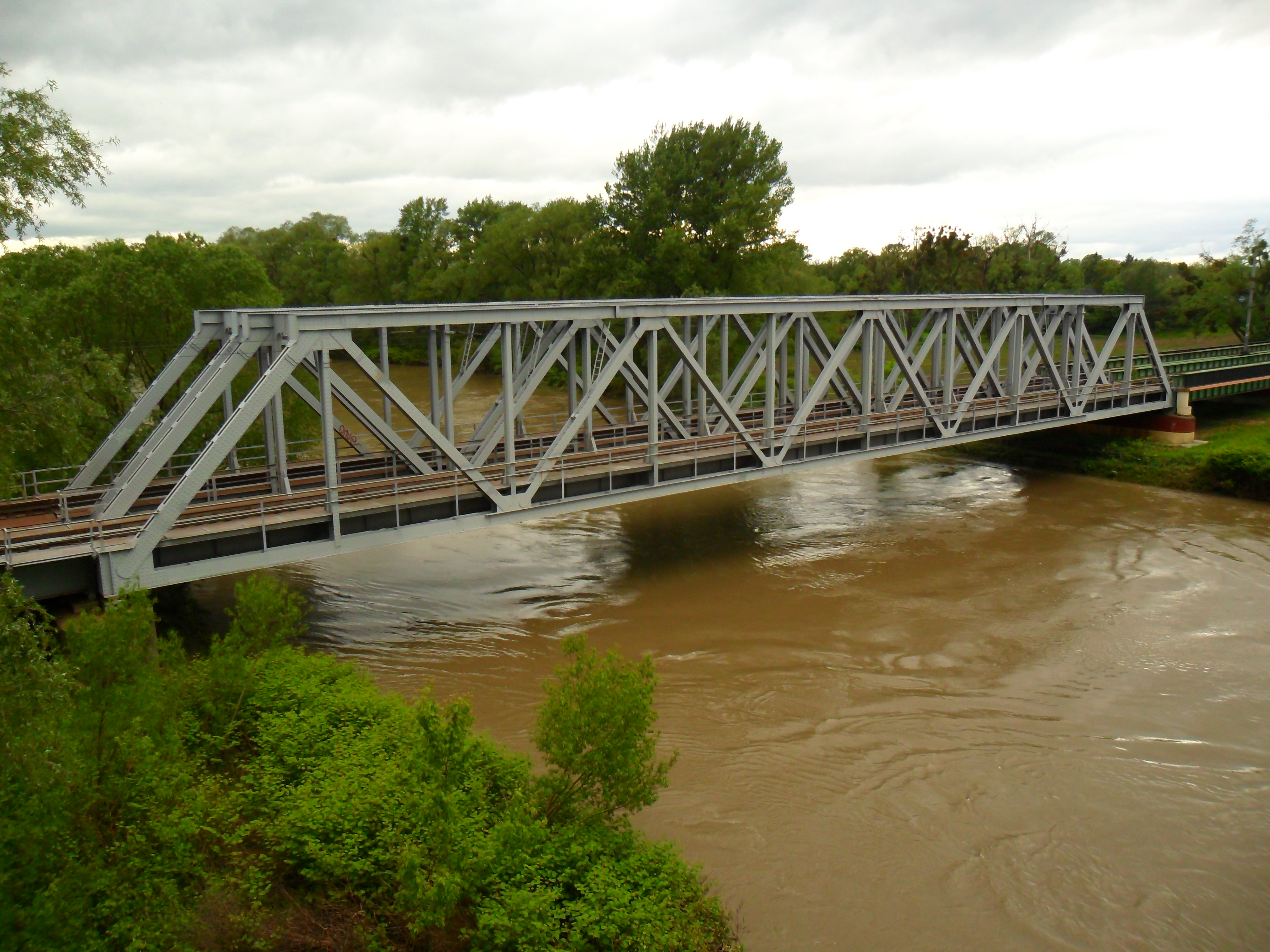
Graniczny most kolejowy w Chałupkach

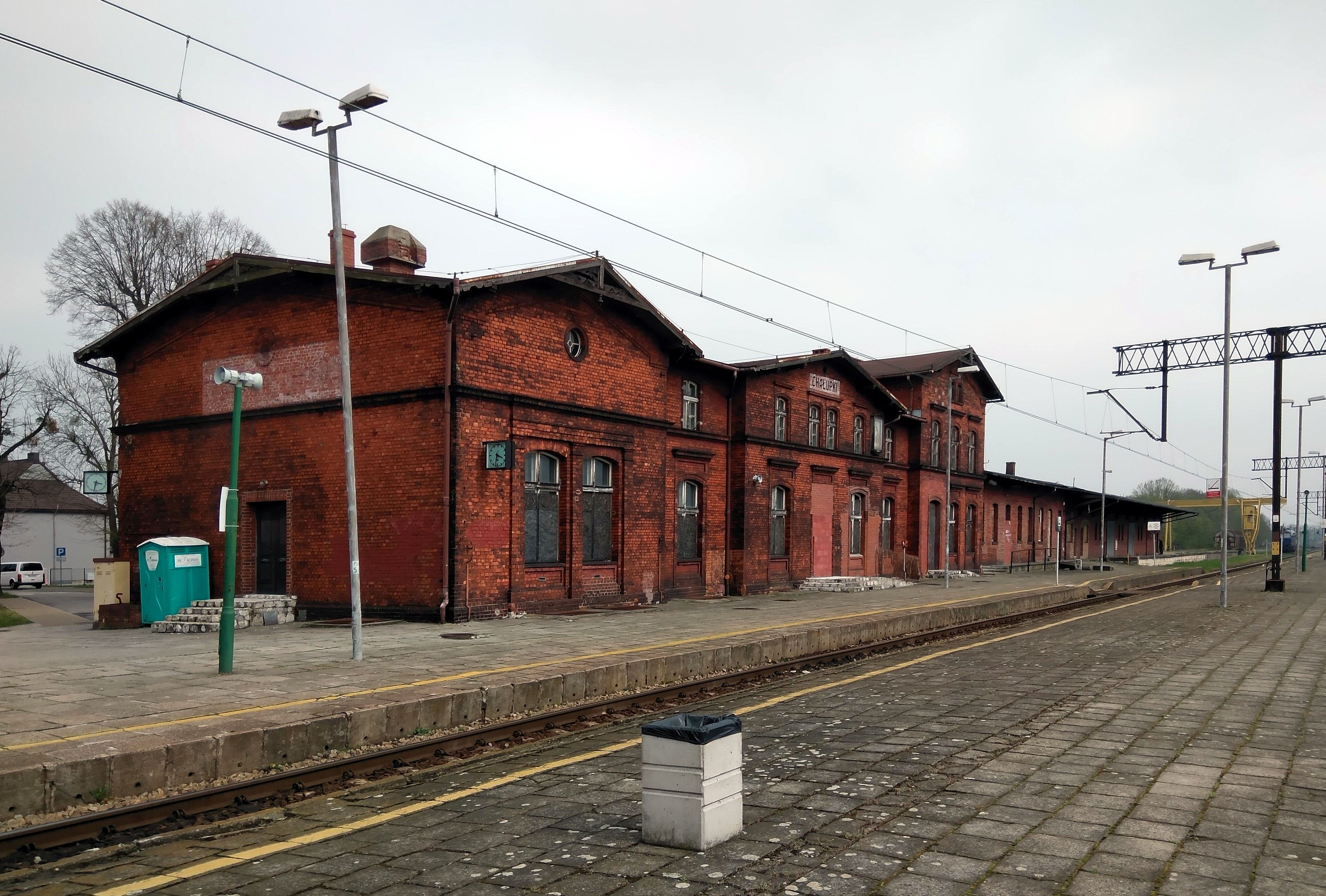
Dworzec kolejowy

W 1840 r. przedsiębiorczy obywatele Raciborza zamierzali przekonać zarząd kolei Górnośląskiej do przeprowadzenia linii kolejowej, odgałęziającej się od głównej magistrali w Kędzierzynie, w kierunku Bogumina, do połączenia z uruchamianą w Austrii Koleją Północną. Ze względu na to, że rozmowy z przedstawicielami Kolei Górnośląskiej nie dawały gwarancji szybkiego urzeczywistnienia planów, w styczniu 1841 r. utworzono własny komitet budowy. Prace nad zebraniem odpowiednich kapitałów trwały stosunkowo długo. Dużą pomocą było włączenie się w 1843 r. do prac komitetu księcia Lichnowskiego oraz uzyskanie poparcia króla Wilhelma I Hohenzollerna. Kiedy objął on honorowy patronat nad budową kolei zmieniono nazwę Towarzystwa z dotychczasowej Kolej Koźle – Bogumin na Kolej Wilhelma. 24 kwietnia 1844 r. rozpoczęto roboty ziemne najpierw w Krzyżanowicach na terenie będącym własnością księcia Lichnowskiego, a później równocześnie w kilku miejscach na przyszłej trasie kolei. Teren wykupywano od razu pod linię dwutorową, natomiast nawierzchnie przygotowywano pod jeden tor. Największymi obiektami inżynierskimi były mosty na Odrze. Pierwszy z nich, w Raciborzu, liczył 104 m długości, a drugi pod Boguminem miał 230 m. Na odcinku z Kędzierzyna do Raciborza roboty ziemne zakończono w połowie 1845 roku, a 1 stycznia roku następnego odcinek ten o długości 32,21 km przekazano do eksploatacji. Początkowo między obydwiema stacjami kursowały 2 pary pociągów mieszanych (towarowo-osobowych). Posiadały one w Kędzierzynie skomunikowanie z pociągami Kolei Górnośląskiej.
Drugi odcinek z Raciborza do Chałupek długości 20,32 km oddano do eksploatacji 1 maja 1847 r. Budowa mostu na rzece Odrze między Chałupkami a Boguminem trwała do końca roku 1848. W tym czasie Kolej Północna Cesarza Ferdynanda dotarła już z Wiednia do Bogumina. W związku z tym na brakującym fragmencie trasy przewozy pasażerów wykonywano powozami i promem. Po wybudowaniu mostu na Odrze można było uruchomić linię Kędzierzyn – Bogumin w całej długości. Od tego czasu Berlin z Wiedniem uzyskał bezpośrednie połączenie przez Kędzierzyn i Chałupki. Podróż pociągiem między tymi miastami trwała 32 godziny. W pierwszym okresie funkcjonowania tabor kolei liczył 16 lokomotyw, 23 wagony osobowe i 757 towarowych. Od chwili uruchomienia Kolej Wilhelma przynosiła duże dochody. Mimo pierwotnych założeń, że transport towarów w tej relacji będzie minimalny, a podstawowy ruch pociągów będą tworzyły przewozy pasażerskie, linia jednotorowa osiągnęła swoją maksymalną wydajność głównie za sprawą pociągów towarowych. Towarzystwo Kolei Wilhelma, postanowiło rozbudować posiadaną do tej pory jedną linię w sieć, która miałaby połączenie z zagłębiem przemysłowym. Już w 1853 r. przystąpiono do budowy 76,86 kilometrowej linii z miejscowości Nędza do Migoty (obecnie, Katowice Ligota). Jednocześnie etapami rozpoczęto kładzenie drugiego toru na linii głównej. Do 1860 r. zbudowano drugi tor na odcinku Nędza – Racibórz, a do 1886 r. w drugi tor wyposażono odcinek od Kędzierzyna do Chałupek.
Kolej Wilhelma była przede wszystkim koleją tranzytową między północnymi Niemcami a Austrią. Jednocześnie jej praca była silnie uzależniona od sytuacji politycznej, a położenie geograficzne nie było korzystne. Funkcjonowanie sieci otoczonej granicami politycznymi i liniami Kolei Górnośląskiej, uzależnione było od wydarzeń społecznych w Austrii i polityki taryfowej Kolei Górnośląskich. Gdy w 1869 r. przyznano koncesję na budowę linii z Kędzierzyna do Nysy Kolei Górnośląskiej, Kolej Wilhelma straciła ostatnią możliwość rozwoju w przyszłości. Fakt ten skłonił akcjonariuszy spółki do wyrażenia zgody na przejęcie firmy przez Kolej Górnośląską, co zostało sfinalizowane aktem z 18/19 grudnia 1869.
Na 1 maja 2007 r. przypadło 160 lecie linii kolejowej Racibórz – Chałupki.

### Drogi

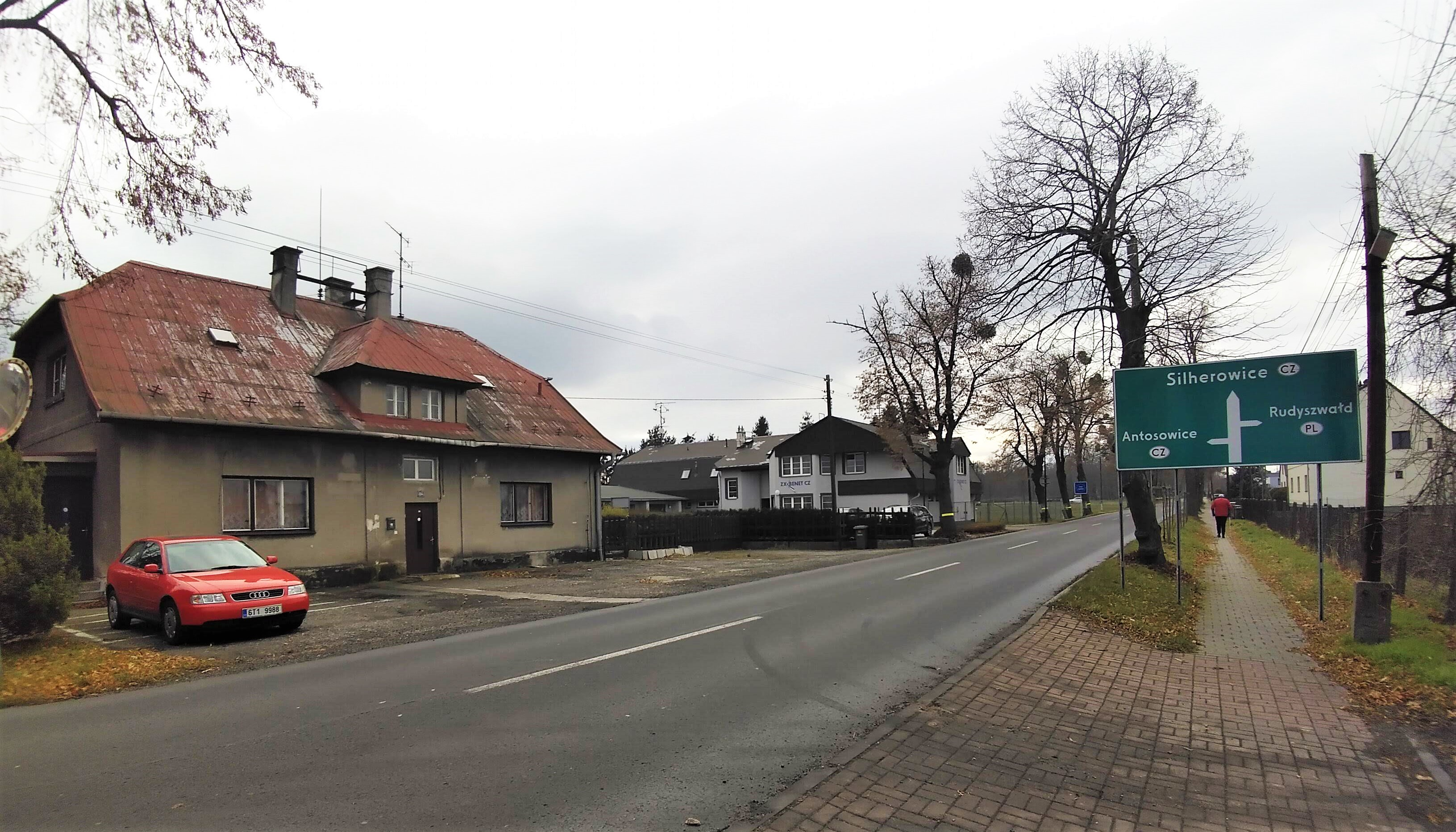
Droga graniczna między Chałupkami a Szylerzowicami, do których należą już widoczne domy

Przez miejscowość przebiega droga krajowa nr 78. Rozpoczyna ona bieg na granicy państwowej łącząc się z czeską drogą nr 58 i prowadzi na północ w kierunku Wodzisławia Śląskiego.

## Turystyka

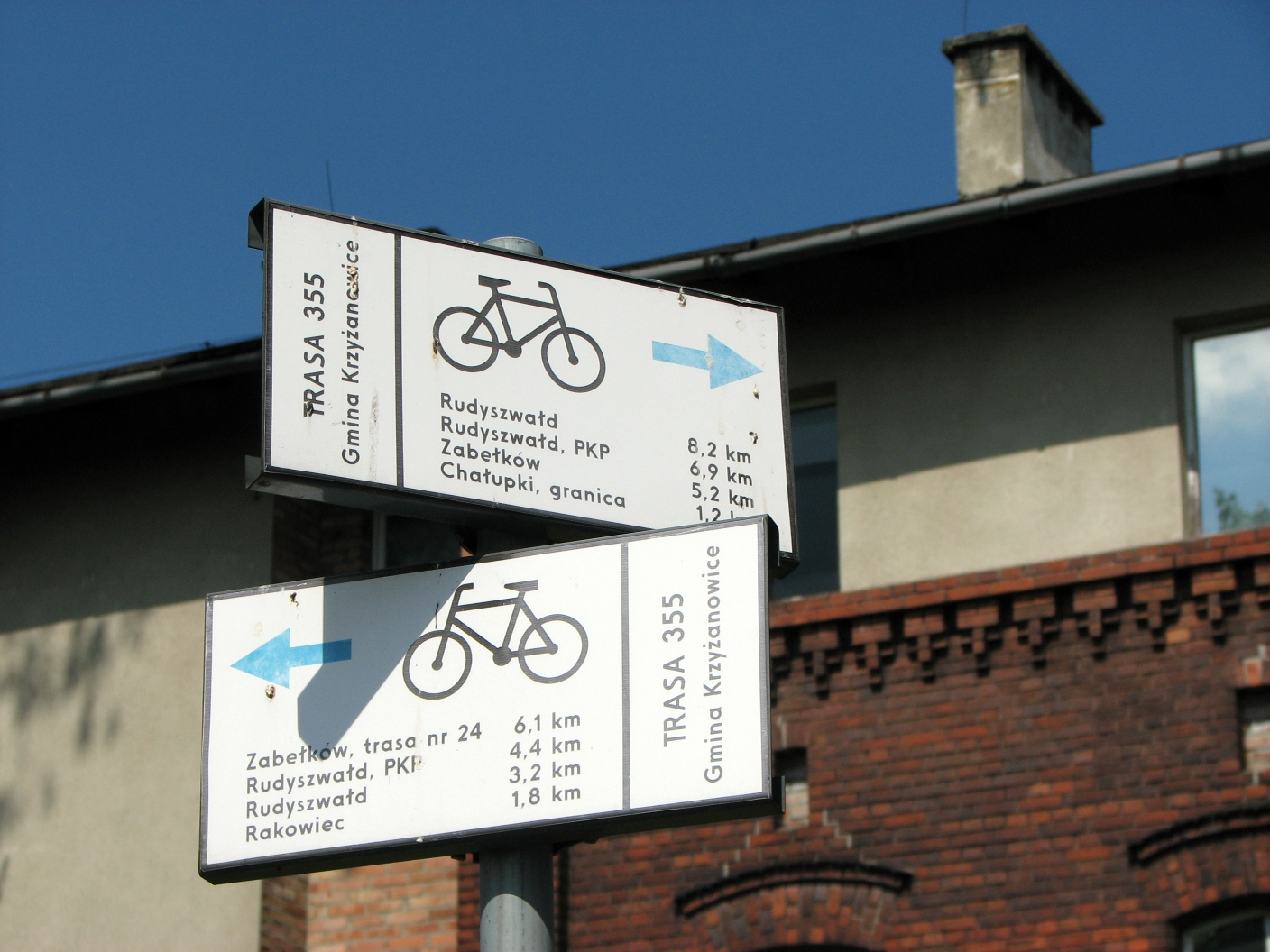
Drogowskazy szlaków rowerowych w Chałupkach.

Na terenie wsi, na granicy państwa, znajdują się unikatowe na skalę europejską Graniczne Meandry Odry wraz z bogactwem siedlisk naturalnych i dziko żyjących, często zagrożonych gatunków zwierząt i roślin. Teren meandrów po obu stronach granicy jest objęty ochroną prawną oraz został włączony do europejskiego systemu obszarów NATURA 2000. Na tym terenie powstała edukacyjna ścieżka przyrodnicza długości około 3,5 km. W 2017 r. w pobliżu otwarto wieżę widokową o wysokości 27 metrów.
Przez Chałupki przebiega międzynarodowa trasa rowerowa EuroVelo 4 (Szlak Europy Centralnej) – w Polsce wyznakowana jako R-4 , obecnie od granicy polsko-czeskiej do Krakowa. Trasa ta ma w gminie wspólny przebieg z  czerwoną trasą rowerową nr 24, tzw. Pętlą rowerową Euroregionu Śląsk Cieszyński. Przez Chałupki przebiega także  zielona trasa rowerowa nr 355, która ma wspólny przebieg z edukacyjną ścieżką przyrodniczą.
Zabytkowym obiektem wsi jest XVII-wieczny Pałac w Chałupkach, w którym obecnie mieści się restauracja i hotel z 40 miejscami noclegowymi. Wzdłuż ulicy Długiej i Powstańców Śląskich oraz na Placu Warszawskim znajdują się z kolei stare budynki z okresu XX-lecia międzywojennego.